# エルドハイム・チェスター病
エルドハイム・チェスター病（英語: Erdheim–Chester disease）は、非ランゲルハンス細胞性組織球（foamy histiocyte）の組織浸潤による黄色肉芽腫症と、これに随伴する線維化を特徴とする全身性組織球症である。
約半数でBRAF V600Eの遺伝子変異がみられ、2016年のWHO分類で組織球系の血液腫瘍に分類された。
1930年に、アメリカのWilliam ChesterとウィーンのJacob Erdheimにより初めて報告された。

## 疫学
40～70歳台での発症が多い（平均53歳）。男女比は3：1。
ランゲルハンス細胞組織球症合併例が10%程度みられる。

## 症状
下記のような多彩な症状・病変をきたす。一方、無症状例もある。
- 骨病変：ほぼ必発。下肢長管骨遠位部に両側対称性の硬化性病変をきたし、骨痛を伴う。
- 全身症状：発熱、筋力低下、体重減少など。
- 大血管・後腹膜病変：後腹膜線維症をきたす。
- 中枢神経症状：肥厚性硬膜炎、錐体路症状、認知機能障害、痙攣、知覚異常、頭痛など。
- 下垂体性尿崩症
- 眼窩病変
- 上顎洞炎
- 心病変
- 胸膜肥厚
- 肝機能障害
- 腎不全

確定診断は生検による。

## 予後
初発年齢50歳以上、中枢神経病変、心病変、消化器病変の合併は予後不良因子とされる。死因の60%は心合併症である。
近年、分子標的療法の有用性が報告されている。